# Calomicrus pardoi
Calomicrus pardoi là một loài bọ cánh cứng trong họ Chrysomelidae. Loài này được Codina miêu tả khoa học năm 1961.